# Londoner Konferenz (1938)
Die XVI. Internationale Rotkreuz- und Rothalbmond-Konferenz fand vom 20. bis 25. Juni 1938 in London statt.
Bei dieser Konferenz des  Internationalen Roten Kreuzes wurde beschlossen, jedes Jahr einen Tag für Initiativen für den Frieden durchzuführen (Resolution XXIV). Hieraus entstand der sogenannte Weltrotkreuztag (der „Rothalbmondtag“ in islamischen Ländern). Er wird am traditionell am 8. Mai, dem Geburtstag des Rotkreuz-Gründers Henry Dunant gefeiert.